# Trzeci Świat

Świat podczas zimnej wojny: niebieskim kolorem oznaczony został Pierwszy Świat, czerwonym Drugi Świat, a zielonym Trzeci Świat

Trzeci Świat – powstałe w okresie zimnej wojny określenie grupy państw nienależących ani do bloku zachodniego, w którym dominował kapitalizm, ani do bloku wschodniego, gdzie dominował ustrój socjalistyczny.
Popularyzacja tego pojęcia nastąpiła po konferencji w Bandungu w 1955 roku. Od tej konferencji też zaczęto łączyć pojęcie Trzeciego Świata z ruchem dekolonizacji.
„Trzeci Świat” jest współcześnie nie tylko pojęciem anachronicznym, ale i stygmatyzującym poprzez związane z nim negatywne skojarzenia i stereotypy. Kojarzony jest z biedą, głodem, zacofaniem, konfliktami i niestabilnością. Obecnie instytucje zajmujące się problematyką globalną na określenie krajów o najniższym wskaźniku rozwoju społecznego używają określenia „Globalne Południe”.

## Geneza pojęcia
Jako twórcę pojęcia wskazuje się najczęściej francuskiego demografa i socjologa Alfreda Sauvy’ego, który miał go użyć po raz pierwszy w 1952 r. Nawiązywał on do pamfletu z okresu rewolucji francuskiej, autorstwa księdza Emmanuela-Josepha Sieyèsa, Czym jest stan trzeci?. Pamflet wskazywał na dysproporcje między faktyczną rolą stanu trzeciego w społeczeństwie francuskim, a jego miejscem we francuskim ustroju. Zdaniem Alfreda Sauvy’ego, tak jak stan trzeci domagał się równych praw w okresie rewolucji francuskiej, tak samo teraz państwa trzeciego świata domagają się równej pozycji na arenie międzynarodowej. Pierwszeństwo Sauvy’ego jest jednak niepewne i niekiedy autorstwo terminu przypisywane jest Frantzowi Fanonowi, Georges’owi Balandierowi, a także (mylnie) Claude'owi Bourdetowi, reprezentantowi Nowej Lewicy we Francji.
Zwrot ma pochodzenie francuskie (tiers monde). W świecie anglosaskim używano początkowo określeń „Świat Pośredni” czy „Międzyświat”, które jednak nie zyskały popularności.

## Państwa Trzeciego Świata
Nie ma zgody co do tego, jakie państwa można było przypisać do Trzeciego Świata. Częściowo wynika to z nieostrości pojęcia, a częściowo ze zmian społeczno-gospodarczych w niektórych krajach. 
Do krajów Trzeciego Świata zaliczano ponad 130 państw, przede wszystkim afrykańskich, azjatyckich i należących do Ameryki Łacińskiej. Państwa te charakteryzowały się słabym uprzemysłowieniem i dominacją form społeczeństwa tradycyjnego. Z czasem też termin „Trzeci Świat” oznaczać zaczął grupę ubogich państw niezachodnich, o tradycji postkolonialnej.
Do krajów Trzeciego Świata zaliczano najczęściej kraje afrykańskie (wyłączając niekiedy Republikę Południowej Afryki), kraje azjatyckie (wyłączając obszar byłego ZSRR, Japonię, Izrael, Cypr, Chiny i Turcję), oraz państwa obu Ameryk, położone na południe od granicy Stanów Zjednoczonych i Meksyku. Do krajów Trzeciego Świata zaliczane były również kraje Oceanii, bez Australii i Nowej Zelandii.
W niektórych ujęciach za kraje Trzeciego Świata uznawano również niektóre kraje europejskie, takie jak Grecja, Portugalia, Rumunia czy Jugosławia.
Te wyróżnienia opierają się najczęściej na ujęciu Trzeciego Świata jako grupy państw słabo rozwiniętych. Autorzy, którzy rozumieją Trzeci Świat jako grupę państw pozostających w okresie zimnej wojny poza blokami wschodnim i zachodnim, wyłączają z trzeciego świata kraje socjalistyczne (Kubę, ChRL, Mongolię, Wietnam Północny i Koreę Północną).

## Znaczenie
Od samego początku „Trzeci Świat” używany był w dwóch podstawowych znaczeniach: krajów niebędących w blokach wschodnim i zachodnim, oraz krajów słabo rozwiniętych. Znaczenia te tylko częściowo się pokrywały, co skutkowało nieostrością pojęcia.

### Trzeci Świat – sens polityczny
W tym znaczeniu Trzeci Świat utożsamiony był z państwami niezaangażowanymi w rywalizację zimnowojenną. Zgodnie z tym rozumieniem do Pierwszego Świata zaliczano zachodnie państwa kapitalistyczne, a do Drugiego Świata kraje komunistyczne. Oprócz „Trzeciego Świata” jako pojęcia zamienne używano również „trzeciej siły”, „trzeciej drogi” oraz „państwa niezaangażowane”.
Jednocześnie wskazywano, że państwa określane tym pojęciem są bardzo zróżnicowane, znacznie bardziej niż państwa Pierwszego i Drugiego Świata. W szczególności nie jest prawdą, jakoby kraje Trzeciego Świata były jednolitym blokiem politycznym, odpowiadającym blokom kapitalistycznemu i komunistycznemu. Część z państw trzecioświatowych skłaniała się ku związkom z Zachodem, część ku ZSRR, a część próbowała prowadzić samodzielną politykę zagraniczną. Jednocześnie należy zauważyć powstanie w latach 40-50. XX w. pojęcia i ideologii trzecioświatowości.
Wraz z rozpadem systemu dwubiegunowego politycz ny sens Trzeciego Świata stracił na znaczeniu.

### Trzeci Świat – sens społeczno-gospodarczy
Obecnie osoby używające pojęcia Trzeci Świat najczęściej nazywają tak kraje o niskim poziomie rozwoju społeczno-ekonomicznego. Źródła tego znaczenia znajdują się w pierwszym eseju Alfreda Sauvy z 1952 r., który łączył Trzeci Świat z oenzetowskim pojęciem krajów niedorozwiniętych. Inni autorzy utożsamiali Trzeci Świat z takimi pojęciami jak kraje słabo rozwinięte, kraje rozwijające się, Południe.

#### Charakterystyka państw
Jako cechy charakterystyczne tych państw wymienia się:
1. przeszłość kolonialną – dużym problemem pozostaje utrzymująca się zależność postkolonialna od metropolii;
2. niski stopień rozwoju gospodarczego –  pozostaje głównym problemem krajów Trzeciego Świata, ale od czasu powstania pojęcia część państw tej grupy odnotowała znaczący wzrost gospodarczy (szczególnie tzw. azjatyckie tygrysy), dzięki czemu dołączyły albo są bliskie dołączenia do krajów rozwiniętych;
3. mocno zróżnicowaną strukturę społeczną i etniczną, prowadzącą do licznych konfliktów o charakterze etnicznym, religijnym i społecznym; w większości państw nie wykształciła się też jednolita tożsamość narodowa;
4. słabość instytucji politycznych – systemy polityczne krajów Trzeciego Świata są często niestabilne, przechodząc między rządami demokratycznymi i autorytarnymi. W niektórych krajach (np. Somalii) nastąpił też całkowity rozpad instytucji politycznych.

## Krytyka pojęcia
Pojęcie „Trzeciego Świata” było celem wielu krytyk. Wskazywano, że kraje Trzeciego Świata są zbyt zróżnicowane, aby wrzucać je do jednej kategorii. Pojęcie to sugeruje, że kraje tak różne jak np. Niger, Argentyna, Korea Południowa czy Kuwejt mają wspólne problemy czy interesy polityczne. Koniec zimnej wojny spowodował, że straciło aktualność polityczne znaczenie Trzeciego Świata. Dynamiczny rozwój ekonomiczny wielu „trzecioświatowych” krajów podważył z kolei zasadność znaczenia społeczno-gospodarczego. W konsekwencji „Trzeci Świat” jest pojęciem bardzo upraszczającym rzeczywistość międzynarodową i ukrywającym jej faktyczne zróżnicowanie. Podkreśla się również anachroniczność tego terminu – podział świata w odniesieniu do układu sił podczas zimnej wojny nie ma już zastosowania w XXI wieku. Obecnie stosowany jest popularnie, w sensie społeczno-gospodarczym, na określenie innych krajów niż zakładał pierwotny podział polityczny (nie nazywa się „Trzecim Światem” Austrii czy Szwecji). Określenie dodatkowo jest wartościujące, a przez lata nabrało deprecjonującego zabarwienia.

## Określenia alternatywne

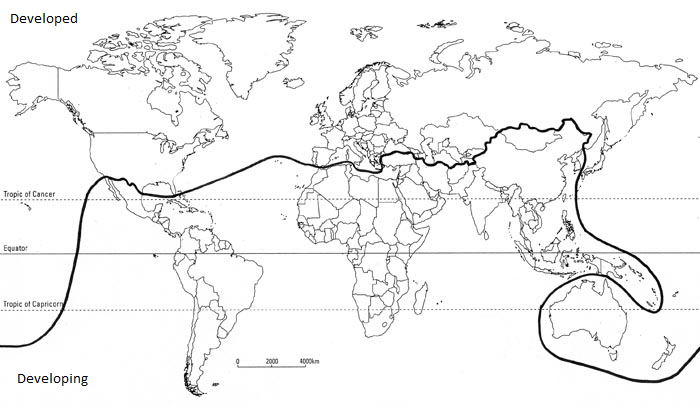
Tzw. linia Brandta, dzieląca globalną Północ i globalne Południe

Za bardziej neutralne i mniej hierarchiczne na określenie krajów o niższym wskaźniku rozwoju gospodarczo-społecznego uważane jest określenie „globalne Południe”. Za twórcę terminu „globalne Południe” uznaje się amerykańskiego autora i aktywistę ruchu politycznego Nowej Lewicy (New Left) wyrosłego pod wpływem Szkoły Frankfurckiej, Carla Ogelsby'ego, w latach 1965–1966 przewodniczący lewicowej organizacji studenckiej Students for a Democratic Society (SDS), który użył tego sformułowania po raz pierwszy w 1969 r. w swoim artykule (autor nazywa „listem”) Notes on a Decade: Ready for the Dustbin („Notatki o dekadzie: gotowe na śmietnik”), opublikowanym w podwójnym wydaniu z sierpnia/grudnia 1969 r. neolewicowego pisma „Liberation”. Termin został rozpromowany w latach 80. XX wieku przez Willy'ego Brandta.
Równolegle do „globalnego Południa/globalnej Północy” funkcjonują też mniej popularne analogiczne określenia: „większość świata/mniejszość świata” (albo „globalna większość/globalna mniejszość”), „centrum/peryferia”, „kraje dominujące/kraje podporządkowane”, „kraje uprzywilejowane/kraje nieuprzywilejowane”. Podziały świata na dwie grupy często spotykają się z krytyką z powodu nadmiernych uproszczeń i nieścisłości. Podkreśla się, że zróżnicowanie krajów na świecie sprawia, iż nie da się ich jednoznacznie sklasyfikować w ramach dwóch przeciwstawnych kategorii. Zwraca się uwagę, że tego typu podziały, niezależnie od używanej terminologii, zawsze wiążą się z wartościowaniem, prowadząc do wyróżnienia „lepszej” i „gorszej” części świata. Zdaniem badaczy postkolonialnych, takie dualistyczne klasyfikacje stanowią kontynuację kolonialnego sposobu postrzegania krajów poprzez binarne opozycje My vs Inni.